# Sorozatgyártás
A sorozatgyártás olyan gyártási eljárás, amelyben a termékeket meghatározott csoportokban vagy mennyiségekben, meghatározott időkereten belül készítik el. Egy tétel egy nagy gyártási folyamat során több lépésen mehet keresztül a kívánt végső termék elkészítéséhez. A sorozatgyártást számos gyártási típushoz használják, amelyeknél kisebb mennyiségű gyártásra lehet szükség, hogy biztosítsák a meghatározott minőségi szabványokat vagy a folyamat megváltoztatását. Ez ellentétben áll a nagy tömeggyártással vagy a folyamatos gyártási módszerekkel, ahol a terméket vagy folyamatot nem kell olyan gyakran vagy időszakosan ellenőrizni vagy módosítani.

## Jellemzők
A sorozatgyártást gyártási folyamatban a gépek időrendi sorrendben, közvetlenül a gyártási folyamathoz kapcsolódnak. A kötegelt gyártási módszert is alkalmazzák, így a gyártási folyamat során szükség esetén a terméken bármilyen átmeneti változtatás vagy módosítás elvégezhető. Például, ha egy terméknél hirtelen anyagcserére vagy a részletek megváltoztatására volt szükség, akkor ezt a sorozatok között is meg lehet tenni. Ellentétben az összeszereléssel vagy a tömeggyártással, ahol az ilyen változtatásokat nem lehet könnyen végrehajtani. A kötegek közötti időt ciklusidőnek nevezzük. Minden sorozathoz hozzá lehet rendelni egy sorozatszámot .

### Előnyök
Mivel a sorozatgyártás kis sorozatokat foglal magában, jó a minőség-ellenőrzésre. Például, ha hiba történik a folyamatban, az a tömeggyártáshoz képest veszteség nélkül javítható. Ezzel pénzt takaríthat meg azáltal, hogy kevesebb kockázatot vállal az újabb tervekért és termékekért stb. Ennek eredményeként ez lehetővé teszi a kötegelt gyártás megváltoztatását vagy módosítását a vállalat igényei szerint.

### Hátrányok
Az egyes sorozatok között leállások lehetnek. Vagy ha a termék folyamatosan változik vagy módosul a folyamat során, ez is a leállás is időbe kerülhet. További hátrányok, hogy a kisebb sorozatoknál több tervezésre, ütemezésre és a folyamat és az adatgyűjtés ellenőrzésére van szükség. 